# Tristan Takats
Tristan Takats (ur. 14 listopada 1995 w Korneuburgu) – austriacki narciarz dowolny specjalizujący się w skicrossie i narciarz alpejski, olimpijczyk z Pekinu 2022.

## Kariera
Początkowo uprawiał narciarstwo alpejskie. Najważniejszą imprezą, w której brał udział, był Puchar Europy. Starty zakończył w 2019.
Następnie rozpoczął uprawianie narciarstwa dowolnego. W Pucharze Europy zadebiutował w 2019. W Pucharze Świata występuje od 2021. Jego pierwszym turniejem międzynarodowym były igrzyska olimpijskie w 2022.

## Udział w zawodach międzynarodowych
| Impreza            | Rok  | Gospodarz | Konkurencja        | Miejsce |                      |      |       |          |     |
| ------------------ | ---- | --------- | ------------------ | ------- | -------------------- | ---- | ----- | -------- | --- |
| Impreza            | Rok  | Gospodarz | Konkurencja        | Miejsce | Igrzyska olimpijskie | 2022 | Pekin | skicross | 15. |
| Mistrzostwa świata | 2023 | Bakuriani | skicross           | 13.     |                      |      |       |          |     |
| Mistrzostwa świata | 2023 | Bakuriani | skicross drużynowy | 8.      |                      |      |       |          |     |
| Mistrzostwa świata | 2025 | Engadyna  | skicross           | 28.     |                      |      |       |          |     |